# Aridaeus heros
Aridaeus heros là một loài bọ cánh cứng trong họ Cerambycidae.